# Alexandru I Mavrocordat
Alexandru I Mavrocordat, supranumit Delibey (traducere „prințul nebun”; n. 1742, Constantinopol, Imperiul Otoman – d. 27 martie 1812), a fost domnul Moldovei între  8 iunie 1782 și 12 ianuarie 1785.

## Biografie
Alexandru I Mavrocordat a fost fiul lui Constantin Mavrocordat (1711–1769) și al soției sale, Ecaterina Rosetti (d. 1775).

### Domnie
Alexandru I l-a înlocuit pe predecesorul său, Constantin Moruzi, care fusese nevoit să părăsească scaunul domnesc al Moldovei datorită consulului rusesc, Lascaroff.
Alexandru a pierdut domnia după doar trei ani datorită consulului austriac, Raicevici, fiind înocuit de vărul său cu același nume, Alexandru (al II-lea) Mavrocordat, care trăise multă vreme la curtea imperială rusească și pe care otomanii îl consideraseră posibil util în relațiile cu consulii străini din Iași.

### Căsătorie și descendenți
Alexandru I Mavrocordat a fost căsătorit cu Maria Callimachi (c. 1740–1831), fiica lui Ioan Teodor Callimachi. După mulți ani cuplul a avut o fiică, Ralu (1782–1860), care s-a căsătorit cu Constantin Moruzi, fiul lui Alexandru Moruzi.